# Meryx oequalis
Meryx oequalis is een keversoort uit de familie Ulodidae. De wetenschappelijke naam van de soort is voor het eerst geldig gepubliceerd in 1891 door Blackburn.